# Décan
Cet article possède un paronyme, voir Deçan.
 (août 2019).
Si vous disposez d'ouvrages ou d'articles de référence ou si vous connaissez des sites web de qualité traitant du thème abordé ici, merci de compléter l'article en donnant les références utiles à sa vérifiabilité et en les liant à la section « Notes et références ».

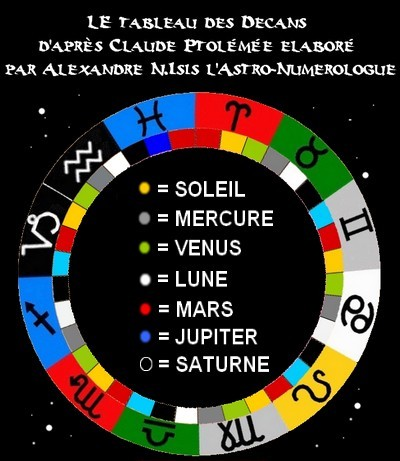
Voici l’image de l’astrologie.

En astrologie, chacun des douze signes est divisé en trois décans. Il y a donc 36 décans de dix degrés de longitude écliptique chacun.
Un décan ne correspond pas exactement à une décade étant donné que les 365 ou 366 jours de l'année sont divisés en 36 décans.
Le décan permettrait sur base de la planète qui le gouverne de nuancer ou d'accentuer les caractéristiques d'un signe, par exemple un Bélier du premier décan (sous la maîtrise de Mars) aurait une différence comportementale par rapport au deuxième décan du Bélier (gouverné par le Soleil), le premier serait plus combatif, le deuxième serait plus autoritaire, mais les deux seraient spontanés, comme l'est Mars, leur planète mère.
Le décan fournirait donc une information supplémentaire pour nuancer le portrait d'un signe et son ascendant, dans le cas où deux personnes de même signe et de même ascendant n'auraient pas les mêmes comportements, comme dans cet exemple : selon le Tetrabiblos et son tableau des ascendants, une personne née le 22 mars (Bélier) à 2 h 45 a comme ascendant le Sagittaire, une autre personne née le 17 avril (Bélier) à 0 h 33 a aussi comme ascendant le Sagittaire, mais elles n'auront pas le même décan, la personne née le 22 mars a comme décan Mars et la personne née le 17 avril a comme décan Vénus, la personne du 22 mars serait plus nerveuse, plus sportive, plus susceptible que la personne du 17 avril qui serait plus diplomate, plus artistique, plus hésitante selon les caractéristiques des astres particuliers et différents de Mars et Vénus.
La personne née le 22 mars serait donc influencée par Mars (astre majeur), Jupiter (astre de l'ascendant), Mars (astre du décan).
La personne née le 17 avril serait donc influencée par Mars (astre majeur), Jupiter (astre de l'ascendant), Vénus (astre du décan). 
Le décan serait donc aussi important que l'ascendant puisqu'il accentuerait ou diminuerait l'influence de l'astre majeur qui gouvernerait le signe.

## Historique
Voir Décan en Égypte antique
Voir Calendrier_attique.

## Définition actuelle
Les périodes des décans sont les suivantes : 
Bélier :
- 1er décan : du 21 mars au 30 mars : Mars
- 2e décan : du 31 mars au 9 avril : Soleil
- 3e décan : du 10 avril au 20 avril : Vénus

Taureau :
- 1er décan : du 21 avril au 30 avril : Mercure
- 2e décan : du 1er mai au 10 mai : Lune
- 3e décan : du 11 mai au 21 mai : Saturne

Gémeaux :
- 1er décan : du 22 mai au 31 mai : Jupiter
- 2e décan : du 1er juin au 10 juin : Mars
- 3e décan : du 11 juin au 20 juin : Soleil

Cancer :
- 1er décan : du 21 juin au 30 juin : Vénus
- 2e décan : du 1 juillet au 11 juillet : Mercure
- 3e décan : du 12 juillet au 22 juillet : Lune

Lion :
- 1er décan : du 23 juillet au 1er août : Saturne
- 2e décan : du 2 août au 12 août : Jupiter
- 3e décan : du 13 août au 22 août : Mars

Vierge : 
- 1er décan : du 23 août au 2 septembre : Soleil
- 2e décan : du 3 septembre au 12 septembre : Vénus
- 3e décan : du 13 septembre au 22 septembre : Mercure

Balance :
- 1er décan : du 23 septembre au 3 octobre : Lune
- 2e décan : du 4 octobre au 14 octobre : Saturne
- 3e décan : du 15 octobre au 22 octobre : Jupiter

Scorpion :
- 1er décan : du 23 octobre au 2 novembre : Mars
- 2e décan : du 3 novembre au 12 novembre : Soleil
- 3e décan : du 13 novembre au 22 novembre : Vénus

Sagittaire : 
- 1er décan : du 23 novembre au 2 décembre : Mercure
- 2e décan : du 3 décembre au 12 décembre : Lune
- 3e décan : du 13 décembre au 21 décembre : Saturne

Capricorne :
- 1er décan : du 22 décembre au 31 décembre : Jupiter
- 2e décan : du 1er janvier au 10 janvier : Mars
- 3e décan : du 11 janvier au 20 janvier : Soleil

Verseau :
- 1er décan : du 21 janvier au 30 janvier : Vénus
- 2e décan : du 31 janvier au 9 février : Mercure
- 3e décan : du 10 février au 18 février : Lune

Poissons :
- 1er décan : du 19 février au 29 février : Saturne
- 2e décan : du 1er mars au 10 mars : Jupiter
- 3e décan : du 11 mars au 20 mars : Mars